# سوزی پری
سوزی پری (انگلیسی: Suzi Perry؛ زادهٔ ۳ مهٔ ۱۹۷۰) مجری، روزنامه‌نگار، مدل (شخص)، و مجری تلویزیون اهل بریتانیا است.